# Mrs. Kim
Mrs. Kim er en fiktiv birolle i tv-serien Gilmore Girls spillet af Emily Kuroda.
Mrs. Kim er en konservativ koreansk kvinde, som bor i Stars Hollow. Hun er mor til Lane, Rory Gilmores bedste veninde.
Hun er karakteriseret af sin trofaste støtte til og gang i Syvende Dags Adventistkirken og sin veganske diet. Hun er desuden indehaver af antikvitetsbutikken Kim's Antiques beliggende på en af hovedgaderne i Stars Hollow og har i den forbindelse mottoet: "you break, you buy" (dansk: "du ødelægger, du køber"). 
Mr. Kim er gift med Lanes far Mr. Kim, men nævner ham dog kun direkte en gang, hvor hun omtaler ham i forbindelse med sin bryllupsnat kort før Lanes bryllup.